# Richard Lambart, 6. Earl of Cavan
Richard Lambart, 6. Earl of Cavan (* vor 1725; † 2. November 1778) war ein irischer Peer und britischer General.

## Leben
Er entstammte einer anglo-irischen Adelsfamilie und war der Sohn von Hon. Henry Lambart und Dorothea Higgison. Sein Vater war ein jüngerer Sohn des Charles Lambart, 3. Earl of Cavan (1649–1702).
Im Juni 1753 ernannte ihn König Georg II. zum Captain einer Kompanie des 1st Regiment of Foot Guards mit dem Rang eines Lieutenant-Colonel der British Army. Im März 1762 wurde er zum Colonel und im Mai 1772 zum Major-General befördert. 1774 schied er aus dem 1st Regiment of Foot Guards aus und wurde er zum Colonel des 55th Regiment of Foot ernannt. Er gab dieses Kommando 1775 auf. Stattdessen wurde er 1775 Colonel des 15th Regiment of Foot und hatte dieses Kommando bis zu seinem Tod inne. 1777 wurde er zum Lieutenant-General befördert.
Als am 29. September 1772 sein Cousin Ford Lambart, 5. Earl of Cavan, ohne männliche Nachkommen starb, erbte er dessen irische Adelstitel als 6. Earl of Cavan, 6. Viscount Kilcoursie und 7. Baron Lambart, sowie den damit verbundenen Sitz im irischen House of Lords.
Er hatte im Februar 1746 in erster Ehe seine Cousine Sophia Lambart (um 1717–1749) geheiratet. Die Ehe blieb kinderlos. Am 13. November 1762 heiratete er in London in zweiter Ehe Elizabeth Davies (um 1738–1811), Erbtochter des William Davies, Commissioner of the Navy. Mit ihr hatte er einen Sohn und eine Tochter:
- Richard Ford William Lambart, 7. Earl of Cavan (1763–1837), General der British Army, ⚭ (1) 1782 Honora Margaretta Gould († 1813), ⚭ (2) 1814 Lydia Arnold († 1862);
- Lady Elizabeth Jane Lambart (1775–1830), ⚭ (1) 1793–1799 William Henry Jervis (1764–1805), Captain der Royal Navy, ⚭ (2) 1800 Rev. Richard Brickenden († 1846).

Er starb am 2. November 1778 und wurde am 10. November 1778 in der St. Patrick’s Church in Dublin begraben. Seine Adelstitel fielen an seinen Sohn.